# Lords of Summer Tour
Lords of Summer Tour – dwudziesta druga trasa koncertowa grupy muzycznej Metallica; w jej trakcie odbyło się piętnaście koncertów.

## Program koncertów
1. "Creeping Death"
2. "Master of Puppets"
3. "Battery"
4. "Harvester of Sorrow"
5. "Ride the Lightning"
6. "The Unforgiven II"
7. "St. Anger"
8. "Wherever I May Roam"
9. "Sad But True"
10. "Welcome Home (Sanitarium)"
11. "The Frayed Ends of Sanity"
12. "One"
13. "For Whom the Bell Tolls"
14. "Fade to Black"
15. "Seek and Destroy"

Bisy:
1. "Turn the Page"
2. "Nothing Else Matters"
3. "Enter Sandman"

## Lista koncertów
1. 9 maja 2015 - Las Vegas, Nevada, USA - Las Vegas Festival Grounds (Rock in Rio USA)
2. 29 maja 2015 - Gelsenkirchen, Niemcy - Veltins Arena (Rock im Riever)
3. 31 maja 2015 - Monachium, Niemcy - Olympiastadion (Rockavaria)
4. 2 czerwca 2015 - Mediolan, Włochy - Assago Summer Arena (Sonisphere Festival)
5. 4 czerwca 2015 - Wiedeń, Austria - Donauinsel (Rock in Vienna)
6. 6 czerwca 2015 - Austin, Teksas, USA - Circuit of the Americas (X Games Austin 2015)
7. 1 sierpnia 2015 - Chicago, Illinois, USA - Grant Park (Lollapalooza)
8. 22 sierpnia 2015 - Göteborg, Szwecja - Ullevi Stadium
9. 25 sierpnia 2015 - Sankt Petersburg, Rosja - SKK Arena
10. 27 sierpnia 2015 - Moskwa, Rosja - Stadion Olimpijski (Reading Festival)
11. 29 sierpnia 2015 - Reading, Anglia - Richfield Avenue (Reading Festival)
12. 30 sierpnia 2015 - Leeds, Anglia - Bramham Park (Leeds Festival)
13. 14 września 2015 - Québec, Kanada - Colisée Pepsi
14. 16 września 2015 - Quebec City, Kanada - Centre Vidéotron
15. 19 września 2015 - Rio de Janeiro, Brazylia - festiwal City of Rock